# 野木神社
野木神社（のぎじんじゃ）は、栃木県下都賀郡野木町にある神社である。旧社格は郷社。
応神天皇の皇太子である莵道稚郎子命を主祭神とし、誉田別命（応神天皇）、息長足姫命（神功皇后）、宗像三女神を配祀する。

## 歴史
仁徳天皇の時代、奈良別王が下毛野国造として下野国に赴任したとき、莵道稚郎子命の遺骸を奉じて当地に祀ったのに始まると伝える。その後、延暦年間（平安時代）に坂上田村麻呂が蝦夷征伐からの帰途、報賽として現在地に社殿を造営し遷座した。弘安年間（鎌倉時代）に配祭の五神が祀られた。
下野国寒川郡七郷の総鎮守とされ、江戸時代には古河藩主土井氏の崇敬を受けて古河藩の鎮守・祈願所とされた。明治5年に郷社に列した。

## 祭事
12月2日 - 4日には、寒川郡七郷を神霊が巡行する祭事が行われる。竹竿の先に提灯をつけて火を灯し、これを互いにぶつけて火を消し合うという祭で、一般には提灯もみ祭りと呼ばれている。建仁年間に始まったものと伝えられ、元々は神霊の巡行の際に、神霊を少しでも自分の村に迎えようと、それぞれの村の若者たちが裸で激しくもみ合ったことに由来するとされている。後にこれが提灯をぶつけ合う祭に変化した。

## 信仰

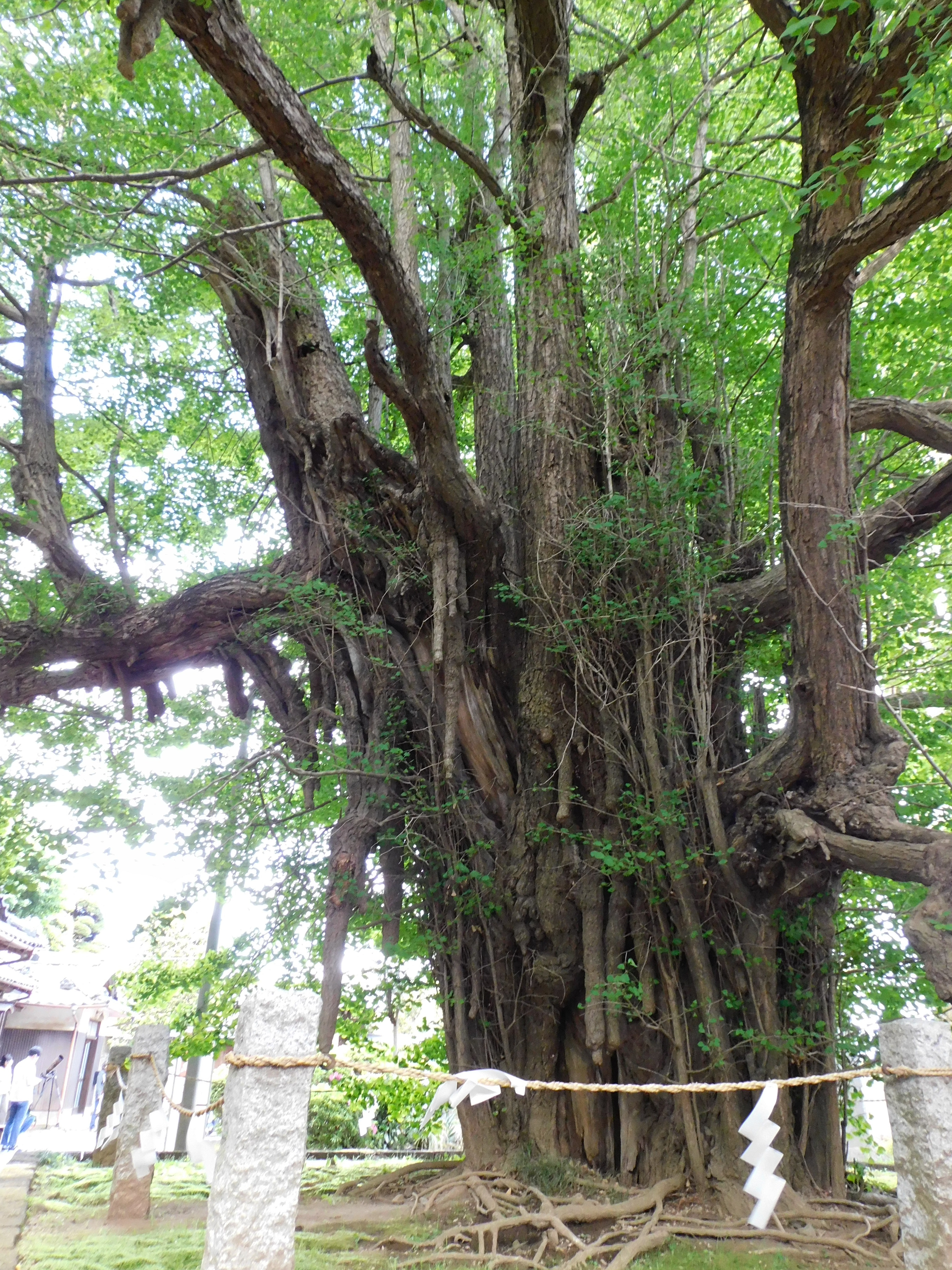
公孫樹（大イチョウ）

境内には、田村麻呂の手植えと伝えられるイチョウの木（推定樹齢1200年）が現存する。出産した女性が、乳の出が良くなるようにと願って、白布に米ぬかを入れて乳房を模したものをこのイチョウに奉納するという民間信仰がある。
陸軍大将乃木希典が、姓と同じ読みであることから特別な神社と考え、何度か当社に参拝し、陣羽織などを奉納している。なお、乃木希典を祭神とする乃木神社との直接の関連はない。

## 文化財

### 栃木県指定文化財
- 有形文化財
  - 黒馬繁馬図絵馬（絵画） - 2017年（平成29年）4月4日指定[1]。

### 野木町指定文化財
- 有形文化財
  - 算額 - 1982年（昭和57年）指定[2]。
- 天然記念物
  - 野木神社の大いちょう - 1977年（昭和52年）指定[2]。

## 交通
- 鉄道
  - 東日本旅客鉄道（JR東日本）宇都宮線（東北本線）古河駅から徒歩33分（約2.7 km）、タクシー10分、市内観光用無料レンタル自転車「コガッツ」利用可[3]
  - 東日本旅客鉄道（JR東日本）宇都宮線野木駅から徒歩41分（約3.4km）、町観光用無料レンタサイクル 利用可

## その他

境内のフクロウ像

フクロウの繁殖場所でもある。例年5月のゴールデンウィーク明けに雛が巣立つ。